# Goldendale
Goldendale ist der Hauptort des Klickitat County im südlichen US-Bundesstaat Washington. Der Ort liegt 20 Kilometer nördlich des Columbia River. Bei der Volkszählung im Jahr 2000 wies er 3760 Einwohner auf.

## Lage und Klima
Die Fläche der Gemeinde beträgt 6,1 km², der höchste Punkt liegt am County Courthouse, dem County-Gericht (499 m ü. NN). 
Goldendale liegt in einer ariden Region Ost-Washingtons, da die Kaskadenkette, die 60 km westwärts liegt, kaum Regenwolken passieren lässt. Daher liegt die jährliche Regenmenge bei 200 bis 250 mm. In der trockenen Graslandschaft wachsen Büsche und wenige Baumarten, wie die Ponderosa Pine (Gelbkiefer), aber auch Eichen. Die Trinkwasserversorgung sichert der Bloodgood Creek, der westlich der Stadt mit dem Little Klickitat River zusammenfließt. Der Highway 97 berührt den Ostrand der Stadt und verbindet sie mit den Straßen am Columbia, bzw. Richtung Toppenish und Yakima.

## Demografie
Die bei der Volkszählung im Jahr 2000 ermittelten 3760 Einwohner von Goldendale lebten in 1515 Haushalten; darunter waren 963 Familien. Die Bevölkerungsdichte betrug 615 Einwohner pro km². Im Ort wurden 1690 Wohneinheiten erfasst. Unter der Bevölkerung waren 87,4 % Weiße, 0,2 % Afroamerikaner, 4,6 % amerikanische Indianer, 0,7 % Asiaten, 0,3 % Pazifik-Insulaner und 4,1 % von anderen Ethnien; 2,7 % gaben die Zugehörigkeit zu mehreren Ethnien an. 5,9 % der Bevölkerung gaben an, Hispanics oder Latinos zu sein.
Unter den 1515 Haushalten hatten 34,4 % Kinder unter 18 Jahren; 46,4 % waren verheiratete, zusammenlebende Paare. 31,3 % der Haushalte waren Singlehaushalte. Die durchschnittliche Haushaltsgröße war 2,41, die durchschnittliche Familiengröße 3,02 Personen.
Die Bevölkerung verteilte sich auf 28,4 % unter 18 Jahren, 7,7 % von 18 bis 24 Jahren, 26,1 % von 25 bis 44 Jahren, 22,6 % von 45 bis 64 Jahren und 15,2 % von 65 Jahren oder älter. Der Median des Alters betrug 36 Jahre.

## Geschichte
Die Expedition von Lewis und Clark fuhr 1805 den Columbia abwärts und kampierte an der Mündung des White Salmon River in den Columbia. Der Häuptling der dort lebenden Klickitat, später Old Jake Hunt Towetex genannt, begegnete der Expedition als Kind. Das 1909 aufgenommene Foto im Museum von Goldendale zeigt den zu dieser Zeit 107-Jährigen.
Mortimer Thorp gilt als erster Siedler in der Region. Als er Ende der 1850er Jahre hier eine Viehzucht betrieb, siedelten sich zwei, drei weitere Familien an. Thorp verließ die Gegend und ging in das Yakimagebiet, weil die Gegend seiner Meinung nach „übervölkert“ sei. Sein Haus übernahm Lyonel J. Kimberland, der später wiederum 200 Acre an John J. Golden verkaufte. Er war der Namensgeber des Ortes. 1871 stellte die kleine Gemeinde einen Methodistenpfarrer ein, und der Ort erhielt seinen heutigen Namen.

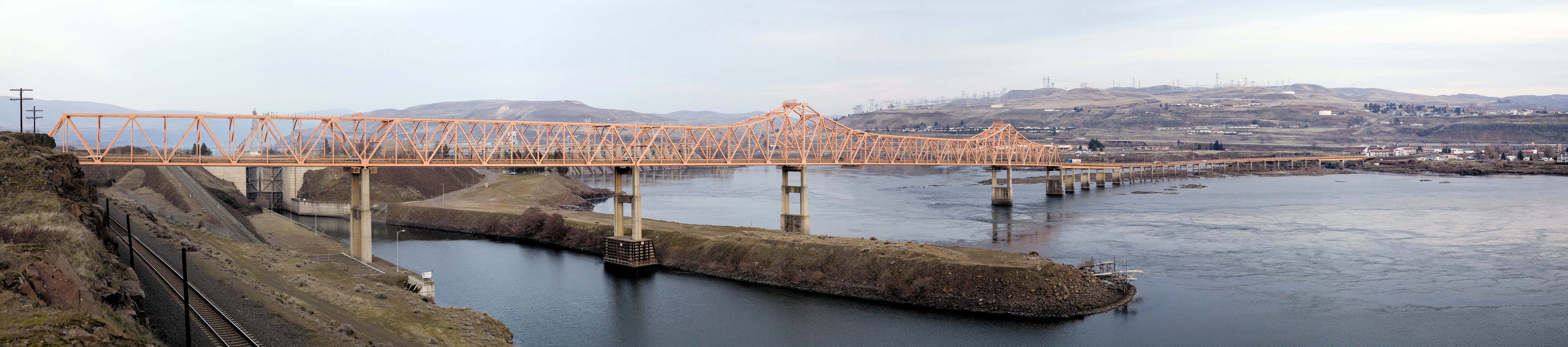
Die Brücke über den Columbia verbindet heute The Dalles in Oregon mit Dallesport in Washington

Bei der Wahl des County-Sitzes erhielt 1872 Rockland, das heutige Dallesport, den Zuschlag, doch 1878 wurde Goldendale Sitz der Regierung des Klickitat County, 1879 wurde der Ort als Stadt eingetragen.
Im Mai 1888 brach am Westende der Main Street ein Feuer aus, als die meisten Bewohner beim sonntäglichen Picknick waren. Der Westwind fachte das Feuer so sehr an, dass die gesamte Stadt abbrannte. Sie wurde jedoch in den nächsten Jahren wieder aufgebaut, diesmal allerdings mit vor Ort gebrannten Ziegeln. Die Main Street wurde im Kernbereich um fast sieben Meter verbreitert.
Die Holzindustrie war zunächst der wichtigste Industriezweig, doch wurde diese von der Landwirtschaft abgelöst. 1968 entstand nahe der John-Day-Talsperre ein Aluminium-Unternehmen, das bis zu 1.400 Mitarbeiter beschäftigte. 2003 wurde es jedoch geschlossen, obwohl für seine Stromversorgung noch ein Gaskraftwerk gebaut worden war. Die wirtschaftlichen Folgen sind noch heute zu spüren. Heute ist Rabanco Regional Disposal der größte Arbeitgeber in der Region. Das durchschnittliche Einkommen pro Einwohner lag 2004 bei 24.809 Dollar, während der Durchschnitt in den USA bei 35.041 lag.

## Museum

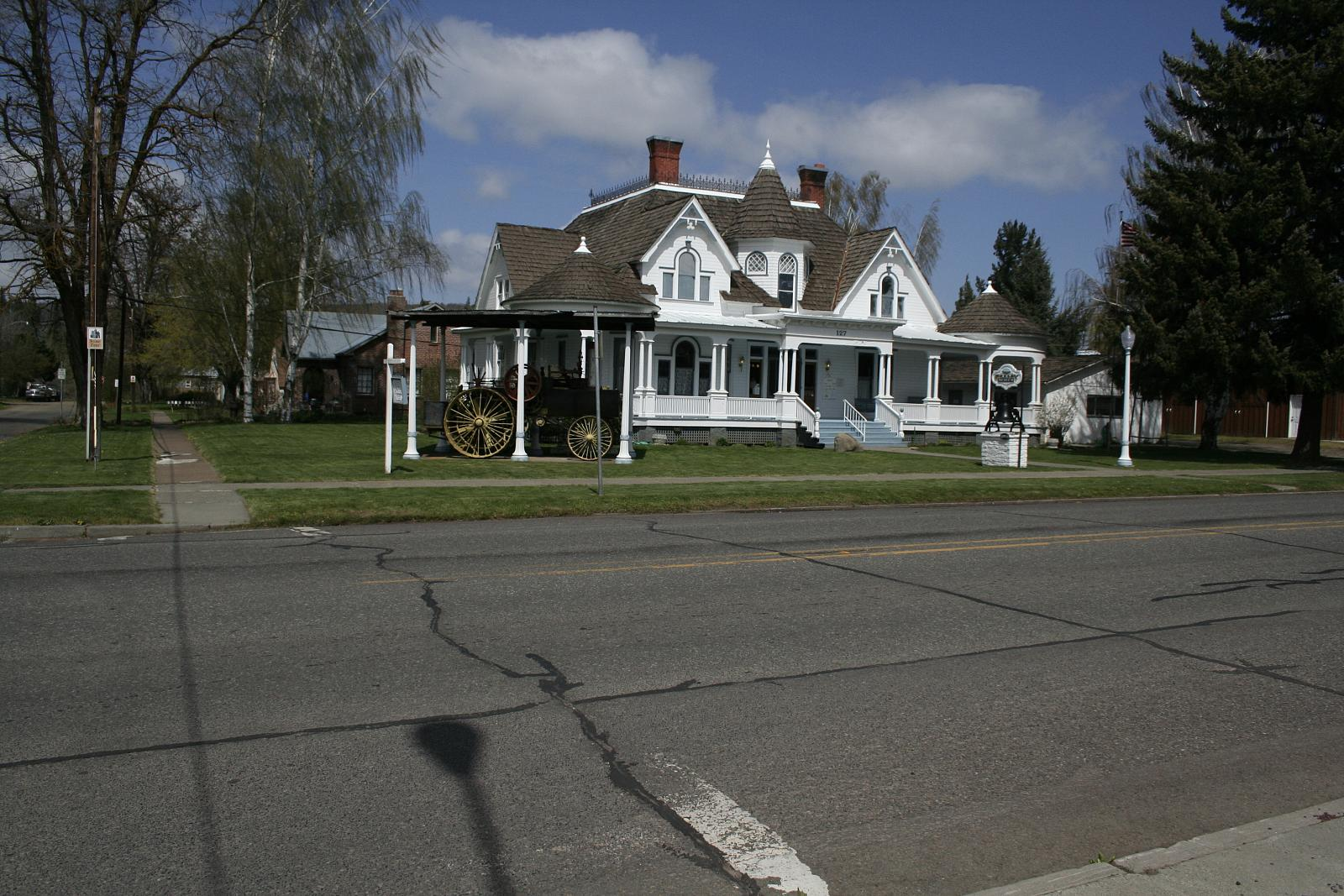
Klickitat County Historical Museum

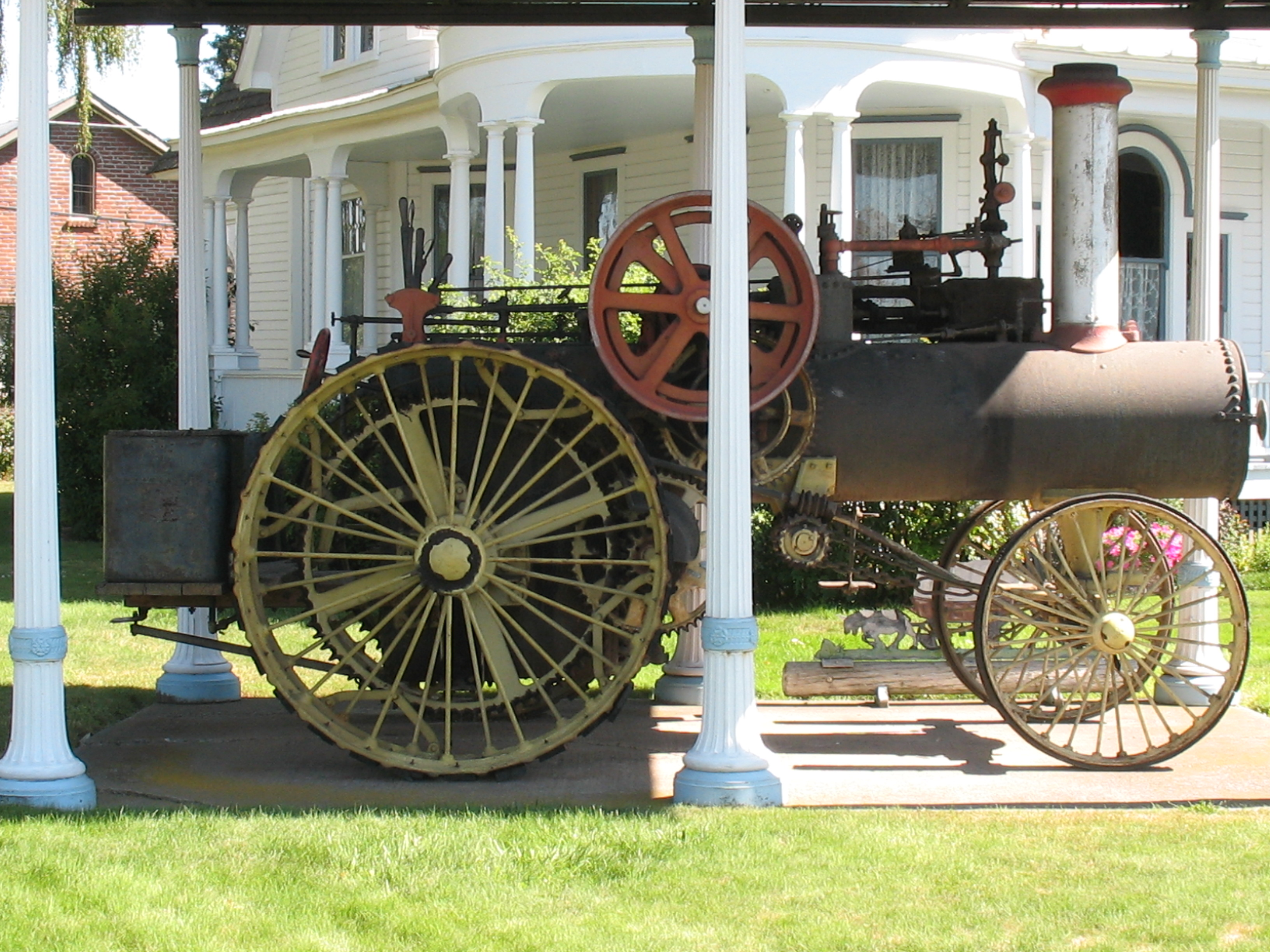
Dampfgetriebener Traktor vor dem Museum

Winthrop Bartlett Presby kam 1888 nach Goldendale und studierte Jura bei Richter Ralph „Oregon“ Dunbar. Er war einer der Väter der Verfassung des Bundesstaates Washington, saß im Washingtoner Senat und war Bürgermeister von Goldendale. 1902 ließ er für 8000 Dollar ein Haus planen, das 20 Räume umfasste. Es beherbergt heute das Klickitat County Historical Museum. Neben dem Interieur der Frühzeit des Hauses bietet es eine Sammlung von Kaffeemühlen, eine wissenschaftliche Bibliothek und ist der Sitz der Klickitat Historical Society, der Historischen Gesellschaft des Countys. Das Mobiliar besteht überwiegend aus Spenden der Pionierfamilien. Dazu kommt eine umfangreiche Fotosammlung.

## Persönlichkeiten
- Alan W. Jones (1894–1969), Generalmajor der United States Army